# Dysaphis sibirica
Dysaphis sibirica är en insektsart. Dysaphis sibirica ingår i släktet Dysaphis och familjen långrörsbladlöss. Inga underarter finns listade i Catalogue of Life.